# Flaggadjutant
Flaggadjutant var en i Norden använd officersgrad för en adjutant eller sektionschef hos den högste befälhavaren över flottan. Motsvarande term på finska är lippuluutnantti.  Flaggen var staben till en flaggman (amiral). I svenska flottan benämning på chefen för kustflottans stab under perioden 1904–1998. Flaggens stabschef bär titeln flaggkapten. Sektionscheferna benämndes flaggadjutanter Amiralens personlige adjutant har befattningen flagglöjtnant. Flaggens stabsfartyg kallades flaggskepp. Uttrycket flaggen härstammar från amiralens befälstecken, vilket har samma form och färg som en örlogsflagga.